# Nico Stank

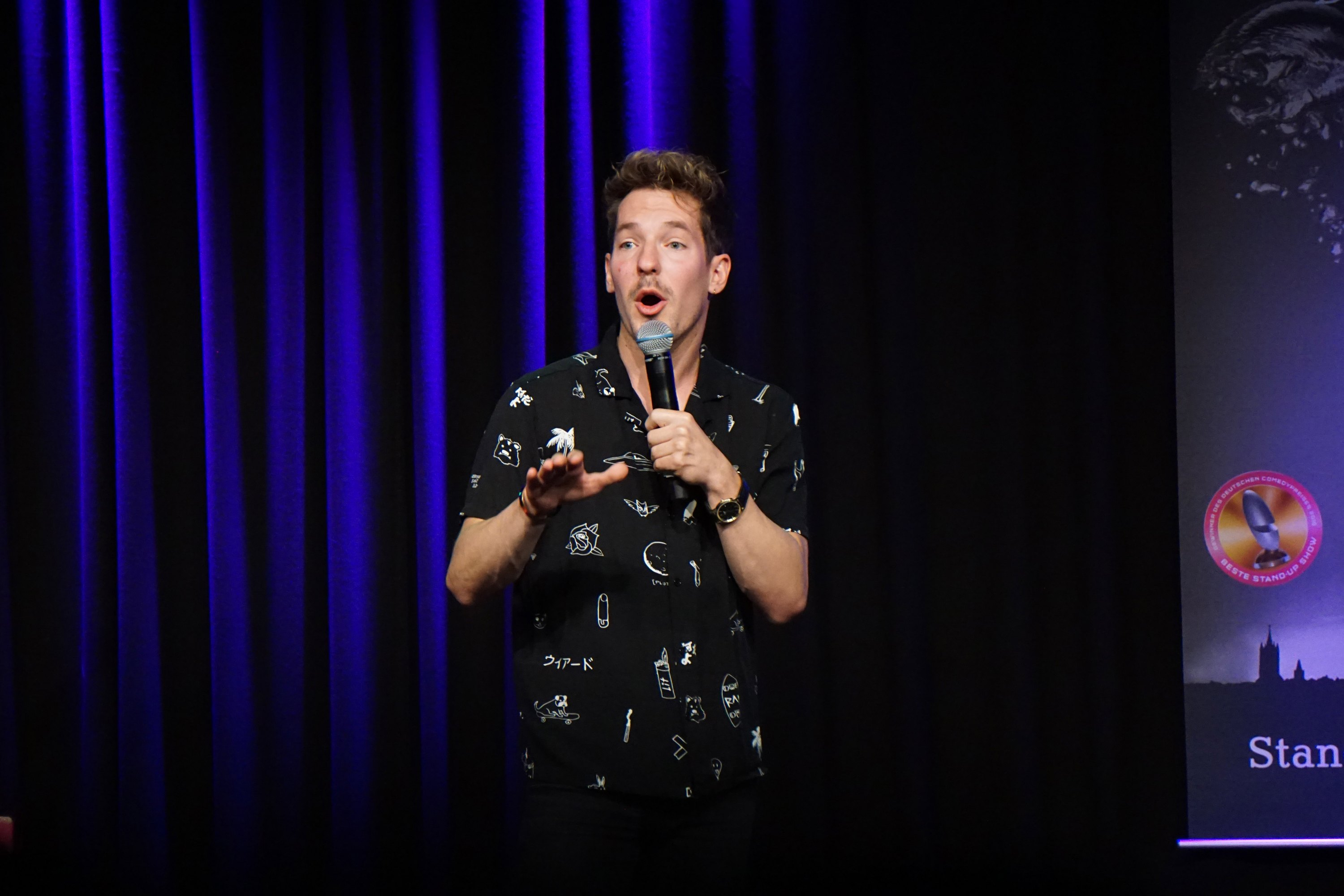
Nico Stank, 2019

Nico Stank (* 2. August 1989 in Herne) ist ein deutscher Komiker, Schauspieler, Musicaldarsteller und Synchronsprecher.

## Werdegang
Der im Ruhrgebiet aufgewachsene Stank absolvierte ab dem Jahr 2009 eine Ausbildung zum Musicaldarsteller. Zuvor war er bereits festes Mitglied im Schauspielhaus Bochum. So war er unter anderem von 2013 bis 2015 im Hauptcast des Musicals Yakari in Stuttgart.
Seit 2013 ist Stank hauptsächlich als Schauspieler, Synchronsprecher und Stand-Up-Comedian tätig. Seinen ersten großen Auftritt als Komiker hatte er 2016 bei NightWash. Bekanntheit erlangte Stank auch über die sozialen Netzwerke. Seit 2019 veröffentlicht er auf Instagram Comedy-Content und tritt dabei häufig in seiner Kunstfigur Nicola auf.
Nach kleineren Nebenrollen in verschiedenen Fernsehserien, spielte Stank 2021 seine erste größere Rolle in der Komödie Liebesdings, unter anderen mit Elyas M’Barek. Seine erste Hauptrolle spielt Stank im Kinofilm Freibad mit Andrea Sawatzki und im von Karoline Herfurth Regie geführtem Kinofilm Einfach mal was schönes.
2022 wurde Stank mit dem Deutschen Comedypreis in der Kategorie Bester Newcomer ausgezeichnet.

## Filmografie (Auswahl)
- 2008: Bloch (Fernsehserie)
- 2015: Kalahari Gemsen (Fernsehserie)
- 2017: Die Spezialisten – Im Namen der Opfer (Fernsehserie)
- 2022: Liebesdings
- 2022: Freibad
- 2022: Einfach mal was Schönes
- 2024: Chantal im Märchenland
- 2024: Smeilingen – Ein Dorf wie Du und Ich

## Synchronrollen (Auswahl)

### Film
- Finneas O’Connell als Jesse in Rot (2022)
- Luke Islam als Carlos Iglesias in 13: Das Musical (2022)
- Adam Lower als Charlie in A Week Away (2021)
- Joshua Hoffman als Jason Pollack in Dead Night (2017)

### Serien
- Sung-min Ham als Han Gyeong-su in All of Us Are Dead (2022)
- Jackson Frazer als Richard Rynard in I Am Not Okay With This (2020)
- Brock Brown als Byron Pike in Der Babysitter-Club (2020)
- Ben Diskin als Manchester in Die Abenteuer von Rocky & Bullwinkle (2018)
- Taighen O’Callaghan als Lawrence in Einfach unheimlich (2017–2019)
- Yuuta Kasuya als Gokotai in Touken Ranbu: Hanamaru (2016)